# Irenium alabiatum
Irenium alabiatum is een hydroïdpoliep uit de familie Eirenidae. De poliep komt uit het geslacht Irenium. Irenium alabiatum werd in 1999 voor het eerst wetenschappelijk beschreven door Zamponi, Suárez-Moreales & Gasca. 